# Campeonato de Primera División 1968 (Bolivia)
El Campeonato Nacional de la FBF de 1968 fue el 8.º torneo nacional en Bolivia que organizó la Federación Boliviana de Fútbol. El Campeón Nacional fue el Club Bolívar que obtuvo su segundo Torneo Nacional y Copa Simón Bolívar en este formato.

## Formato
El torneo se inició según la planificado, el último trimestre del año, pues se debía inscribir a los clubes ganadores (campeón y subcampeón) para la copa Libertadores de América 1969 hasta fin de año. Por lo que en reunión del Consejo Profesional de la FBF en fecha 21 de octubre, una vez que las asociaciones de La Paz, Cochabamba, Santa Cruz, Oruro y Chuquisaca terminaron sus respectivos campeonatos locales y presentaron a sus clasificados a este certamen Nacional se dio a conocer el rol de partidos. Lamentablemente y debido a las reparaciones que se hacían en el estadio departamental de Oruro, se marginó a los representantes de esta asociación para este torneo, caso similar sucedió con los representantes de la ciudad de Sucre, los que aún no podían presentar un estadio con las características pedidas por el Comité Técnico, por lo que también se los marginó. Así que solo se habilitó a los campeones y subcampeones de la AFLP, AFC y de la ACF para este torneo. Se decidió iniciar el torneo el 3 de noviembre en un típico certamen de Hexagonal, donde los seis equipos participantes jugarían dos rondas, una de partidos de ida, y la otra de partidos de vuelta, el ganador del partido gana dos puntos y se reparten entre ambos a un punto en caso de empate.  El ganador será el equipo que acumule más puntos y será proclamado como campeón nacional; el siguiente en la tabla será el subcampeón. Si hay igualdad de puntos en alguno de los dos puestos se definiría por un partido de desempate en una cancha neutral.
El Campeón y el subcampeón del torneo clasifican a la Copa Libertadores 1969.
El torneo se llevó a cabo sin más inconvenientes hasta el 15 de diciembre, dado el empate en puntos en el segundo lugar se debió llevar a cabo un partido de desempate, sin embargo, como comentaremos más tarde, esto no sucedió así.

## Equipos y estadios
Participaron los clubes campeones y subcampeones de las Asociaciones de Fútbol de Cochabamba, La Paz y Santa Cruz.
| Equipo                | Fundación             | Departamento | Ciudad                  | Estadio                     |
| --------------------- | --------------------- | ------------ | ----------------------- | --------------------------- |
| Bata                  | 18 de octubre de 1941 | Cochabamba   | Cochabamba              | Félix Capriles              |
| Litoral de Cochabamba | Sin datos             | Cochabamba   | Cochabamba              | Félix Capriles              |
| Always Ready          | 13 de abril de 1933   | La Paz       | La Paz                  | Olímpico La Paz             |
| Bolívar               | 12 de abril de 1925   | La Paz       | La Paz                  | Olímpico La Paz             |
| Blooming              | 1 de mayo de 1946     | Santa Cruz   | Santa Cruz de la Sierra | Departamental de Santa Cruz |
| Guabirá               | 13 de abril de 1962   | Santa Cruz   | Santa Cruz de la Sierra | Departamental de Santa Cruz |

## Fixture de partidos y resultados
| Blooming     | 1 - 0 | Bata    | Departamental de SCZ | 3 de noviembre | 16:30 |
| Litoral      | 1 - 0 | Bolívar | Felix Capriles       | 3 de noviembre | 16:30 |
| Always Ready | 2 - 1 | Guabirá | Olímpico de La Paz   | 3 de noviembre | 15:30 |

| Bata     | 1 - 4 | Always Ready | Felix Capriles       | 7 de noviembre | 20:00 |
| Bolivar  | 3 - 1 | Guabirá      | Olímpico de La Paz   | 7 de noviembre | 20:00 |
| Blooming | 0 - 0 | Litoral      | Departamental de SCZ | 7 de noviembre | 20:00 |

| Litoral      | 0 - 0 | Bata     | Felix Capriles       | 10 de noviembre | 15:30 |
| Guabirá      | 1 - 0 | Blooming | Departamental de SCZ | 10 de noviembre | 15:30 |
| Always Ready | 0 - 1 | Bolivar  | Olímpico de La Paz   | 10 de noviembre | 15:30 |

| Bolivar  | 5 - 0 | Bata         | Olímpico de La Paz   | 17 de noviembre | 15:30 |
| Blooming | 2 - 1 | Always Ready | Departamental de SCZ | 17 de noviembre | 15:30 |
| Litoral  | 2 - 1 | Guabirá      | Felix Capriles       | 17 de noviembre | 15:30 |

| Always Ready | 6 - 2 | Litoral | Olímpico de La Paz   | 21 de noviembre | 20:00 |
| Bata         | 1 - 2 | Guabirá | Félix Capriles       | 21 de noviembre | 20:30 |
| Blooming     | 0 - 1 | Bolivar | Departamental de SCZ | 21 de noviembre | 18:00 |

| Bolivar | 1 - 0 | Litoral      | Olímpico de La Paz   | 24 de noviembre | 15:30 |
| Bata    | 4 - 1 | Blooming     | Félix Capriles       | 24 de noviembre | 16:00 |
| Guabirá | 2 - 0 | Always Ready | Departamental de SCZ | 24 de noviembre | 18:00 |

| Always ready | 2 - 3 | Bata     | Olímpico de La Paz   | 1 de diciembre | 15:30 |
| Litoral      | 4 - 1 | Blooming | Félix Capriles       | 1 de diciembre | 16:00 |
| Guabirá      | 1 - 0 | Bolívar  | Departamental de SCZ | 1 de diciembre | 18:00 |

| Bata     | 1 - 3 | Litoral      | Felix Capriles       | 5 de diciembre | 20:00 |
| Blooming | 1 - 1 | Guabirá      | Departamental de SCZ | 5 de diciembre | 20:00 |
| Bolivar  | 3 - 0 | Always Ready | Hernando Siles       | 5 de diciembre | 20:00 |

| Guabirá      | 3 - 0 | Litoral  | Departamental de SCZ | 8 de diciembre | 16:00 |
| Bata         | 0 - 3 | Bolivar  | Félix Capriles       | 8 de diciembre | 16:00 |
| Always Ready | 3 - 2 | Blooming | Olímpico de La Paz   | 8 de diciembre | 15:30 |

| Guabirá | 0 - 0 | Bata         | Departamental de SCZ | 15 de diciembre | 20:00 |
| Litoral | 2 - 1 | Always Ready | Felix Capriles       | 15 de diciembre | 20:00 |
| Bolivar | 3 - 1 | Blooming     | Olímpico de La Paz   | 15 de diciembre | 20:00 |

## Tabla de posiciones
| Pos | Equipo                | Pts | PJ | PG | PE | PP | GF | GC | Dif |
| --- | --------------------- | --- | -- | -- | -- | -- | -- | -- | --- |
| 1.º | Bolívar               | 16  | 10 | 8  | 0  | 2  | 20 | 4  | 16  |
| 2.º | Guabirá               | 12  | 10 | 5  | 2  | 3  | 14 | 9  | 5   |
| 3.º | Litoral de Cochabamba | 12  | 10 | 5  | 2  | 3  | 14 | 14 | 0   |
| 4.º | Blooming              | 8   | 10 | 3  | 2  | 5  | 12 | 17 | -5  |
| 5.º | Always Ready          | 6   | 10 | 3  | 0  | 7  | 18 | 22 | -4  |
| 6.º | Bata                  | 6   | 10 | 2  | 2  | 6  | 10 | 22 | -12 |

Pts = Puntos; PJ = Partidos Jugados; G = Partidos Ganados; E = Partidos Empatados; P = Partidos Perdidos; GF = Goles Anotados; GC = Goles Recibidos; Dif = Diferencia de gol
|  | Campeón Nacional, clasificado a la Copa Libertadores 1969. |
|  | Debieron definir el Subcampeonato en partido extra.        |

## Campeón
Bolívar tras ganar el campeonato se consagró campeón de la 8.º Temporada del Campeonato Nacional de la FBF- Copa Simón Bolívar, obteniendo su 2.º título en este Torneo y quinto de la era Profesional.
|                                                                          |
| Campeonato Nacional de la FBF Copa Simón Bolívar 1968 Bolívar 2.o título |

## El subcampeonato
Pese a que el campeonato se llevó a cabo de la manera más normal, y pareció que esta vez sería un ejemplo de lo que no existía anteriormente -adecuada organización-, llegado el momento culminante surgió el problema de segundo lugar. Para definir el subcampeonato y según convocatoria se debía realizar un partido extra dado el empate en puntos, por lo que el mismo comité profesional de la FBF determinó que, una vez terminado el campeonato el día 15 de diciembre, se juegue este partido definitorio entre Guabirá y Litoral, en la ciudad de La Paz como campo neutral (incluso debía llamarse a árbitros extranjeros para ese lance) y el día 19 de diciembre. Entonces surgió el problema: Impugnación del partido jugado de la fecha 8 entre Blooming y Guabirá (que terminó empatado) por la alineación indebida de 3 jugadores extranjeros por parte de Blooming, lo que era cierto y "sospechosamente" levantó especulaciones... Guabirá exigió los dos puntos, con lo que sería proclamado subcampeón sin necesidad del partido extra. Así que la FBF reunió a su Comité de Penas, y ante la tardanza se suspendió la fecha de manera indefinida. Causó el reclamo directo de Litoral por lo que la FBF solicitó se realizase el partido definitorio mientras se resolvía la impugnación, fijando el partido para 29 de diciembre. No se realizó pues Guabirá negó su presencia. Sin solución aparente y para sorpresa de todos la CSF, que debía inscribir al subcampeón hasta el 31 de diciembre, tomó como tal al segundo de la tabla final: Guabirá, llegando al colmo de la paciencia de la AFC que amenazó con retirar su participación futura. La FBF se molestó sobremanera y el día 5 de enero resolvió sancionar económicamente a Blooming, no otorgar las puntos a Guabirá y llevar a cabo el partido de desempate, conminando a Guabirá a jugar el día 8 de enero en La Paz, caso contrario se declararía WO y se nombraría subcampeón a Litoral. Frente a lo que los dirigentes de Guabirá respondieron con una apelación directa a la CSF. Lamentablemente el equipo de Litoral llegó a la ciudad de La Paz, con intención de cobrar el WO, pero incluso el estadio no estaba abierto. Ante este bochorno se esperó la respuesta de la CSF, la cual llegó el día 10 de enero indicando que la solución al problema debía ser eminentemente asunto de las FBF. Con lo cual se programó el partido de desempate para el 15 de enero, ahora en Potosí. Pese a esto Guabirá rehusaba su presentación y solicitó audiencia directa con personeros de la CSF. Finalmente, ante esta situación, y cansados de la negación de Guabirá, el día 17 de enero el Comité Profesional de la FBF decretó como subcampeón al equipo de Litoral de Cochabamba inscribiéndolo al día siguiente como el segundo clasificado a la Copa Libertadores de 1969. Obviamente los dirigentes del equipo cruceño amenazaron con una demanda penal a los de la FBF y la amenaza de la ACF de no participar más en el campeonato nacional. Desafortunadamente para Guabirá la Copa Libertadores inició y no hubo forma de reclamar nuevamente, por lo que el subcampeón de ese año se definió de esta sutil manera.